# Ligue des champions masculine de volley-ball 2010-2011
Navigation
Ligue des champions 2009-2010 Ligue des champions 2011-2012
La Ligue des champions de volley-ball masculin est la plus importante compétition de club de la saison 2010-2011 en volley-ball.

## Participants
Le nombre de participants par pays est déterminé à partir du ranking européen de la CEV. Ce dernier est calculé d'après les résultats des clubs (selon leur pays d'origine) en compétitions européennes les années antérieures.

Voici les 14 premières positions de ce ranking (les seules à donner des places pour cette compétition) et le nombre de places qu'elles octroient. Ajoutons que 2 places sont offertes sur invitation de la CEV.
| Ranking     | Pays               | Points      | Places |
| ----------- | ------------------ | ----------- | ------ |
| 1           | Italie             | 463,87      | 3      |
| 2           | Russie             | 415,80      | 2      |
| 3           | Grèce              | 348,40      | 2      |
| 4           | Pologne            | 331,53      | 2      |
| 5           | France             | 323,73      | 2      |
| 6           | Belgique           | 275,80      | 2      |
| 7           | Allemagne          | 274,60      | 2      |
| 8           | Espagne            | 272,60      | 1      |
| 9           | Turquie            | 244,67      | 1      |
| 10          | Autriche           | 214,40      | 1      |
| 11          | Pays-Bas           | 204,00      | 1      |
| 12          | Slovénie           | 201,67      | 1      |
| 13          | Serbie             | 180,40      | 1      |
| 14          | République tchèque | 178,67      | 1      |
| Invitations | Invitations        | Invitations | 2      |

Les clubs qui auraient dû représenter les Pays-Bas et la République tchèque ne remplissant pas les conditions d'inscription et/ou la refusant, deux invitations supplémentaires ont été octroyées par la CEV. À partir de là, voici donc, par pays, les équipes participantes:
| Autriche                                               | Belgique                                             | Bulgarie                                               | Monténégro                                     | France                                                             |
| ------------------------------------------------------ | ---------------------------------------------------- | ------------------------------------------------------ | ---------------------------------------------- | ------------------------------------------------------------------ |
| Hypo Tirol Innsbruck (L1)                              | Knack Randstad Roeselare (L1) Noliko Maaseik (L2+P1) | CSKA Sofia (L1+P1+INV)                                 | Budvanska Rivijera Budva (L1+P1+INV)           | Tours Volley-Ball (L1+P1) AS Cannes (L2)                           |
| Grèce                                                  | Espagne                                              | Allemagne                                              | Pologne                                        | Russie                                                             |
| Olympiakos Le Pirée (L1) Panathinaikos Athènes (L2+P1) | CAI Teruel (L1)                                      | VfB Friedrichshafen (L1) Generali Unterhaching (L2+P1) | Skra Bełchatów (L1) Jastrzębski Węgiel (L2+P1) | Zenit Kazan (L1+P1) Lokomotiv Belgorod (L2) Dynamo Moscou (L3+INV) |
| Roumanie                                               | Serbie                                               | Slovénie                                               | Turquie                                        | Italie                                                             |
| CVM Remat Zalău (L1+INV)                               | Radnicki Kragujevac (L1)                             | ACH Volley Bled (L1+P1)                                | Fenerbahçe Istanbul (L1)                       | Piemonte Volley (L1) Trentino Volley (L2+P1) Sisley Trévise (L3)   |

Légende:

L1 indique une première place en championnat national la saison précédente.

L2 indique une seconde place en championnat national la saison précédente.

L3 indique une troisième place en championnat national la saison précédente.

P1 indique une victoire en coupe nationale la saison précédente.

INV indique que ce club a reçu une invitation pour cette compétition.

## Structure de la compétition
La compétition est scindée en deux phases, elles-mêmes rescindées en plusieurs autres phases et qui se déroulent selon cet ordre:
- Phase Principale
  - Phase des Groupes
  - Playoffs
    - Playoffs à 12
    - Playoffs à 6
- Phase Finale
  - Demi-Finale
  - Finale

La Phase Principale est donc la première à se dérouler et commence par la Phase des Groupes qui consiste à répartir les 24 participants en 6 groupes de 4 équipes. Dans chaque groupe, les équipes s'affrontent en matchs aller et retour comme dans un championnat.
Les deux premiers de chacun de ces groupes sont automatiquement qualifiés pour les Playoffs. Néanmoins, durant cette Phase des Groupes, la CEV entame des discussions avec les différents participants afin de déterminer qui organisera la Phase Finale. Il est impératif que le désigné soit une équipe ayant terminé à l'une des deux premières places de son groupe. Cela fait, cette dernière est automatiquement qualifiée pour la Phase Finale en tant qu'organisateur et est exemptée de disputer les Playoffs. 
Aux 11 autres équipes restantes qualifiées pour ceux-ci vient donc s'ajouter une ultime équipe qui est la meilleure 3e des différents groupes. Ajoutons en outre que les 4 meilleurs 3e suivants sont reversés en Coupe de la CEV.

Ces 12 équipes participent alors aux Playoffs avec tout d'abord les Playoffs à 12. Chacune des 12 équipes se voit attribuer un adversaire parmi celles-ci et l'affronte en matchs aller et retour. Les perdants sont éliminés tandis que les vainqueurs participent aux Playoffs à 6.

Lors des Playoffs à 6, les 6 équipes se voient attribuer, parmi celles-ci, un nouvel adversaire qu'elles affrontent en matchs aller et retour. Les 3 perdants sont éliminés tandis que les 3 vainqueurs sont qualifiés pour la Phase Finale.
La Phase Finale regroupe donc les 3 équipes issues des Playoffs à 6 et l'organisateur désigné à la fin de la Phase des Groupes. Cette phase se déroule donc en un lieu unique.
En Demi-Finales, les 4 équipes se voient chacune attribuer un adversaire unique parmi celles-ci qu'elles affrontent en un match simple. Les 2 éliminés participeront à un ultime match de classement afin de déterminer le troisième de la compétition tandis que les deux vainqueurs participent à la Finale.
La Finale oppose les deux vainqueurs de Demi-Finales en un simple match et sacre le champion.

## Phase Principale

### Phase des Groupes

#### Composition des groupes
| Poule A                                                | Poule B                                                       | Poule C                                                                         | Poule D                                                            | Poule E                                                                 | Poule F                                                                           |
| ------------------------------------------------------ | ------------------------------------------------------------- | ------------------------------------------------------------------------------- | ------------------------------------------------------------------ | ----------------------------------------------------------------------- | --------------------------------------------------------------------------------- |
| AS Cannes Zenit Kazan CSKA Sofia Generali Unterhaching | Piemonte Volley Radnicki Kragujevac Noliko Maaseik CAI Teruel | ACH Volley Bled Budvanska Rivijera Budva Olympiakos Le Pirée Jastrzębski Węgiel | Skra Bełchatów VfB Friedrichshafen Trentino Volley CVM Remat Zalău | Lokomotiv Belgorod Fenerbahçe Istanbul Tours Volley-Ball Sisley Trévise | Panathinaikos Athènes Hypo Tirol Innsbrück Dynamo Moscou Knack Randstad Roeselare |

#### Poule A
| # | Équipe                | Pts | J | G | Gt | Pt | P | Sp | Sc | Ratio | Pp  | Pc  | Ratio |
| 1 | Zenit Kazan           | 12  | 5 | 3 | 1  | 1  | 0 | 14 | 5  | 2.8   | 438 | 372 | 1.177 |
| 2 | Generali Unterhaching | 10  | 5 | 3 | 0  | 1  | 1 | 11 | 7  | 1.571 | 408 | 385 | 1.06  |
| 3 | CSKA Sofia            | 5   | 5 | 0 | 2  | 1  | 2 | 8  | 13 | 0.615 | 407 | 462 | 0.881 |
| 4 | AS Cannes             | 3   | 5 | 0 | 1  | 1  | 3 | 6  | 14 | 0.429 | 422 | 456 | 0.925 |

| Date       | Match                               | Résultat | Sets  | Sets  | Sets  | Sets  | Sets  | Total Points |
| Date       | Match                               | Résultat | 1     | 2     | 3     | 4     | 5     | Total Points |
| ---------- | ----------------------------------- | -------- | ----- | ----- | ----- | ----- | ----- | ------------ |
| 17-11-2010 | Generali Unterhaching - CSKA Sofia  | 3 - 0    | 25-18 | 25-18 | 25-14 | -     | -     | 75-50        |
| 16-11-2010 | AS Cannes - Zenit Kazan             | 0 - 3    | 22-25 | 20-25 | 21-25 | -     | -     | 63-75        |
| 24-11-2010 | Zenit Kazan - Generali Unterhaching | 3 - 0    | 25-14 | 25-18 | 25-21 | -     | -     | 75-53        |
| 24-11-2010 | CSKA Sofia - AS Cannes              | 3 - 2    | 21-25 | 25-17 | 27-25 | 18-25 | 15-6  | 106-98       |
| 08-12-2010 | Generali Unterhaching - AS Cannes   | 3 - 1    | 25-27 | 25-20 | 25-18 | 25-19 | -     | 100-84       |
| 08-12-2010 | CSKA Sofia - Zenit Kazan            | 3 - 2    | 25-23 | 16-25 | 25-23 | 22-25 | 15-10 | 103-106      |
| 15-12-2010 | Zenit Kazan - CSKA Sofia            | 3 - 0    | 25-8  | 25-19 | 25-23 | -     | -     | 75-50        |
| 14-12-2010 | AS Cannes - Generali Unterhaching   | 0 - 3    | 24-26 | 21-25 | 24-26 | -     | -     | 69-77        |
| 05.01.11   | AS Cannes - CSKA Sofia              | 3 - 2    | 20-25 | 25-19 | 22-25 | 25-15 | 16-14 | 108-98       |
| 05.01.11   | Generali Unterhaching - Zenit Kazan | 2 - 3    | 25-20 | 23-25 | 22-25 | 25-22 | 8-15  | 103-107      |
| 12-01-2011 | Zenit Kazan - AS Cannes             | 2 - 3    | 25-20 | 23-25 | 24-26 | 25-19 | 13-15 | 110-105      |
| 12-01-2011 | CSKA Sofia - Generali Unterhaching  | 3 - 2    | 23-25 | 25-22 | 23-25 | 25-23 | 15-10 | 111-105      |

#### Poule B
| # | Équipe              | Pts | J | G | Gt | Pt | P | Sp | Sc | Ratio | Pp  | Pc  | Ratio |
| 1 | Noliko Maaseik      | 12  | 5 | 4 | 0  | 0  | 1 | 12 | 7  | 1.714 | 447 | 416 | 1.075 |
| 2 | Piemonte Volley     | 11  | 5 | 3 | 1  | 0  | 1 | 13 | 5  | 2.6   | 421 | 353 | 1.193 |
| 3 | CAI Teruel          | 7   | 5 | 2 | 0  | 1  | 2 | 10 | 10 | 1     | 449 | 444 | 1.011 |
| 4 | Radnicki Kragujevac | 0   | 5 | 0 | 0  | 0  | 5 | 2  | 15 | 0.133 | 319 | 423 | 0.754 |

| Date       | Match                                 | Résultat | Sets  | Sets  | Sets  | Sets  | Sets  | Total Points |
| Date       | Match                                 | Résultat | 1     | 2     | 3     | 4     | 5     | Total Points |
| ---------- | ------------------------------------- | -------- | ----- | ----- | ----- | ----- | ----- | ------------ |
| 17-11-2010 | CAI Teruel - Piemonte Volley          | 2 - 3    | 16-25 | 25-20 | 25-23 | 21-25 | 12-15 | 99-108       |
| 18-11-2010 | Radnicki Kragujevac - Noliko Maaseik  | 1 - 3    | 18-25 | 16-25 | 25-23 | 19-25 | -     | 78-98        |
| 23-11-2010 | Noliko Maaseik - CAI Teruel           | 3 - 1    | 25-17 | 25-15 | 24-26 | 25-20 | -     | 99-78        |
| 24-11-2010 | Piemonte Volley - Radnicki Kragujevac | 3 - 0    | 25-21 | 25-20 | 25-12 | -     | -     | 75-53        |
| 08-12-2010 | CAI Teruel - Radnicki Kragujevac      | 3 - 0    | 25-17 | 25-16 | 25-15 | -     | -     | 75-48        |
| 08-12-2010 | Piemonte Volley - Noliko Maaseik      | 3 - 0    | 25-18 | 25-19 | 25-17 | -     | -     | 75-54        |
| 14-12-2010 | Noliko Maaseik - Piemonte Volley      | 3 - 1    | 25-22 | 15-25 | 25-18 | 25-23 | -     | 90-88        |
| 15-12-2010 | Radnicki Kragujevac - CAI Teruel      | 1 - 3    | 23-25 | 27-25 | 19-25 | 14-25 | -     | 83-100       |
| 05-01-2011 | Radnicki Kragujevac - Piemonte Volley | 0 - 3    | 19-25 | 20-25 | 18-25 | -     | -     | 57-75        |
| 06-01-2011 | CAI Teruel - Noliko Maaseik           | 1 - 3    | 28-30 | 28-26 | 19-25 | 22-25 | -     | 97-106       |
| 11-01-2011 | Noliko Maaseik - Radnicki Kragujevac  | 3 - 0    | 25-16 | 25-14 | 25-16 | -     | -     | 75-46        |
| 11-01-2011 | Piemonte Volley - CAI Teruel          | 3 - 1    | 24-26 | 25-20 | 25-18 | 25-22 | -     | 99-86        |

#### Poule C
| # | Équipe                   | Pts | J | G | Gt | Pt | P | Sp | Sc | Ratio | Pp  | Pc  | Ratio |
| 1 | Jastrzębski Węgiel       | 11  | 6 | 3 | 0  | 2  | 1 | 14 | 9  | 1.556 | 541 | 509 | 1.063 |
| 2 | ACH Volley Bled          | 11  | 6 | 2 | 2  | 1  | 1 | 14 | 11 | 1.273 | 566 | 538 | 1.052 |
| 3 | Budvanska Rivijera Budva | 9   | 6 | 1 | 3  | 0  | 2 | 12 | 12 | 1     | 517 | 530 | 0.975 |
| 4 | Olympiakos Le Pirée      | 5   | 6 | 0 | 1  | 3  | 2 | 9  | 17 | 0.529 | 553 | 600 | 0.922 |

| Date       | Match                                    | Résultat | Sets  | Sets  | Sets  | Sets  | Sets  | Total Points |
| Date       | Match                                    | Résultat | 1     | 2     | 3     | 4     | 5     | Total Points |
| ---------- | ---------------------------------------- | -------- | ----- | ----- | ----- | ----- | ----- | ------------ |
| 17-11-2010 | Budvanska Budva - Olympiakos Le Pirée    | 3 - 0    | 27-25 | 25-21 | 25-20 | -     | -     | 77-66        |
| 17-11-2010 | Jastrzębski Węgiel - ACH Volley Bled     | 1 - 3    | 22-25 | 21-25 | 25-21 | 26-28 | -     | 94-99        |
| 24-11-2010 | ACH Volley Bled - Budvanska Budva        | 3 - 0    | 25-21 | 25-19 | 25-16 | -     | -     | 75-56        |
| 24-11-2010 | Olympiakos Le Pirée - Jastrzębski Węgiel | 3 - 2    | 28-26 | 25-22 | 23-25 | 17-25 | 15-13 | 108-111      |
| 08-12-2010 | Budvanska Budva - Jastrzębski Węgiel     | 3 - 2    | 25-20 | 28-26 | 23-25 | 24-26 | 16-14 | 116-111      |
| 08-12-2010 | Olympiakos Le Pirée - ACH Volley Bled    | 2 - 3    | 20-25 | 25-22 | 25-20 | 31-33 | 9-15  | 110-115      |
| 14-12-2010 | ACH Volley Bled - Olympiakos Le Pirée    | 3 - 2    | 25-20 | 25-21 | 23-25 | 23-25 | 15-11 | 111-102      |
| 15-12-2010 | Jastrzębski Węgiel - Budvanska Budva     | 3 - 0    | 25-23 | 25-20 | 25-13 | -     | -     | 75-56        |
| 05-01-2011 | Jastrzębski Węgiel - Olympiakos Le Pirée | 3 - 0    | 25-23 | 25-20 | 25-22 | -     | -     | 75-65        |
| 05-01-2011 | Budvanska Budva - ACH Volley Bled        | 3 - 2    | 25-22 | 21-25 | 25-17 | 15-25 | 15-12 | 101-101      |
| 12-01-2011 | ACH Volley Bled - Jastrzębski Węgiel     | 0 - 3    | 21-25 | 21-25 | 23-25 | -     | -     | 65-75        |
| 12-01-2011 | Olympiakos Le Pirée - Budvanska Budva    | 2 - 3    | 26-24 | 17-25 | 25-17 | 28-30 | 6-15  | 102-111      |

#### Poule D
| # | Équipe              | Pts | J | G | Gt | Pt | P | Sp | Sc | Ratio | Pp  | Pc  | Ratio |
| 1 | Skra Bełchatów      | 15  | 6 | 5 | 0  | 0  | 1 | 16 | 3  | 5.333 | 468 | 403 | 1.161 |
| 2 | Trentino Volley     | 12  | 6 | 3 | 1  | 1  | 1 | 14 | 9  | 1.556 | 520 | 490 | 1.061 |
| 3 | VfB Friedrichshafen | 9   | 6 | 2 | 1  | 1  | 2 | 11 | 12 | 0.917 | 504 | 491 | 1.026 |
| 4 | CVM Remat Zalău     | 0   | 6 | 0 | 0  | 0  | 6 | 1  | 18 | 0.056 | 365 | 473 | 0.772 |

| Date       | Match                                 | Résultat | Sets  | Sets  | Sets  | Sets  | Sets  | Total Points |
| Date       | Match                                 | Résultat | 1     | 2     | 3     | 4     | 5     | Total Points |
| ---------- | ------------------------------------- | -------- | ----- | ----- | ----- | ----- | ----- | ------------ |
| 17-11-2010 | CVM Remat Zalău - Skra Bełchatów      | 0 - 3    | 23-25 | 21-25 | 18-25 | -     | -     | 62-75        |
| 17-11-2010 | Trentino Volley - VfB Friedrichshafen | 3 - 2    | 18-25 | 25-18 | 23-25 | 25-22 | 15-10 | 106-100      |
| 24-11-2010 | VfB Friedrichshafen - CVM Remat Zalău | 3 - 1    | 23-25 | 25-19 | 25-15 | 25-11 | -     | 98-70        |
| 24-11-2010 | Skra Bełchatów - Trentino Volley      | 3 - 0    | 31-29 | 25-18 | 25-22 | -     | -     | 81-69        |
| 08-12-2010 | CVM Remat Zalău - Trentino Volley     | 0 - 3    | 15-25 | 14-25 | 20-25 | -     | -     | 49-75        |
| 08-12-2010 | Skra Bełchatów - VfB Friedrichshafen  | 3 - 0    | 25-22 | 25-21 | 25-21 | -     | -     | 75-64        |
| 12-12-2010 | VfB Friedrichshafen - Skra Bełchatów  | 0 - 3    | 20-25 | 19-25 | 18-25 | -     | -     | 57-75        |
| 13-12-2010 | Trentino Volley - CVM Remat Zalău     | 3 - 0    | 25-18 | 25-22 | 25-23 | -     | -     | 75-63        |
| 05-01-2011 | Trentino Volley - Skra Bełchatów      | 3 - 1    | 25-23 | 25-23 | 21-25 | 25-16 | -     | 96-87        |
| 06-01-2011 | CVM Remat Zalău - VfB Friedrichshafen | 0 - 3    | 23-25 | 21-25 | 22-25 | -     | -     | 66-75        |
| 12-01-2011 | VfB Friedrichshafen - Trentino Volley | 3 - 2    | 23-25 | 25-20 | 22-25 | 25-19 | 15-10 | 110-99       |
| 12-01-2011 | Skra Bełchatów - CVM Remat Zalău      | 3 - 0    | 25-19 | 25-14 | 25-22 | -     | -     | 75-55        |

#### Poule E
| # | Équipe              | Pts | J | G | Gt | Pt | P | Sp | Sc | Ratio | Pp  | Pc  | Ratio |
| 1 | Lokomotiv Belgorod  | 13  | 6 | 4 | 0  | 1  | 1 | 14 | 8  | 1.75  | 512 | 491 | 1.043 |
| 2 | Tours Volley-Ball   | 12  | 6 | 2 | 3  | 0  | 1 | 16 | 9  | 1.778 | 585 | 560 | 1.045 |
| 3 | Sisley Trévise      | 7   | 6 | 1 | 1  | 2  | 2 | 11 | 15 | 0.733 | 587 | 604 | 0.972 |
| 4 | Fenerbahçe Istanbul | 4   | 6 | 1 | 0  | 1  | 4 | 7  | 16 | 0.438 | 522 | 551 | 0.947 |

| Date       | Match                                    | Résultat | Sets  | Sets  | Sets  | Sets  | Sets  | Total Points |
| Date       | Match                                    | Résultat | 1     | 2     | 3     | 4     | 5     | Total Points |
| ---------- | ---------------------------------------- | -------- | ----- | ----- | ----- | ----- | ----- | ------------ |
| 17-11-2010 | Lokomotiv Belgorod - Tours Volley-Ball   | 2 - 3    | 23-25 | 36-34 | 23-25 | 25-18 | 10-15 | 117-117      |
| 17-11-2010 | Fenerbahçe Istanbul - Sisley Trévise     | 2 - 3    | 23-25 | 25-20 | 26-28 | 25-23 | 11-15 | 110-111      |
| 25-11-2010 | Sisley Trévise - Lokomotiv Belgorod      | 0 - 3    | 25-27 | 20-25 | 15-25 | -     | -     | 60-77        |
| 25-11-2010 | Tours Volley-Ball - Fenerbahçe Istanbul  | 1 - 3    | 25-21 | 22-25 | 22-25 | 23-25 | -     | 92-96        |
| 07-12-2010 | Lokomotiv Belgorod - Fenerbahçe Istanbul | 3 - 0    | 26-24 | 25-23 | 25-19 | -     | -     | 76-66        |
| 08-12-2010 | Tours Volley-Ball - Sisley Trévise       | 3 - 2    | 24-26 | 27-25 | 19-25 | 25-22 | 18-16 | 113-114      |
| 16-12-2010 | Sisley Trévise - Tours Volley-Ball       | 2 - 3    | 25-20 | 23-25 | 23-25 | 29-27 | 14-16 | 114-113      |
| 15-12-2010 | Fenerbahçe Istanbul - Lokomotiv Belgorod | 1 - 3    | 25-20 | 18-25 | 21-25 | 23-25 | -     | 87-95        |
| 05-01-2011 | Fenerbahçe Istanbul - Tours Volley-Ball  | 0 - 3    | 21-25 | 22-25 | 23-25 | -     | -     | 66-75        |
| 05-01-2011 | Lokomotiv Belgorod - Sisley Trévise      | 3 - 1    | 25-20 | 19-25 | 25-20 | 25-21 | -     | 94-86        |
| 12-01-2011 | Sisley Trévise - Fenerbahçe Istanbul     | 3 - 1    | 26-28 | 25-23 | 25-22 | 26-24 | -     | 102-97       |
| 12-01-2011 | Tours Volley-Ball - Lokomotiv Belgorod   | 3 - 0    | 25-19 | 25-15 | 25-19 | -     | -     | 75-53        |

#### Poule F
| # | Équipe                   | Pts | J | G | Gt | Pt | P | Sp | Sc | Ratio | Pp  | Pc  | Ratio |
| 1 | Dynamo Moscou            | 14  | 6 | 4 | 1  | 0  | 1 | 16 | 7  | 2.286 | 545 | 506 | 1.077 |
| 2 | Knack Randstad Roeselare | 10  | 6 | 2 | 2  | 0  | 2 | 13 | 11 | 1.182 | 536 | 513 | 1.045 |
| 3 | Hypo Tirol Innsbrück     | 7   | 6 | 2 | 0  | 1  | 3 | 9  | 13 | 0.692 | 499 | 522 | 0.956 |
| 4 | Panathinaikos Athènes    | 5   | 6 | 1 | 0  | 2  | 3 | 8  | 15 | 0.533 | 512 | 551 | 0.929 |

| Date       | Match                                        | Résultat | Sets  | Sets  | Sets  | Sets  | Sets  | Total Points |
| Date       | Match                                        | Résultat | 1     | 2     | 3     | 4     | 5     | Total Points |
| ---------- | -------------------------------------------- | -------- | ----- | ----- | ----- | ----- | ----- | ------------ |
| 17-11-2010 | Knack Roeselare - Hypo Tirol Innsbrück       | 3 - 2    | 22-25 | 25-23 | 22-25 | 25-20 | 15-9  | 109-102      |
| 16-11-2010 | Panathinaikos Athènes - Dynamo Moscou        | 2 - 3    | 28-30 | 21-25 | 27-25 | 25-22 | 15-17 | 116-119      |
| 23-11-2010 | Dynamo Moscou - Knack Roeselare              | 3 - 1    | 17-25 | 25-18 | 25-23 | 25-20 | -     | 92-86        |
| 25-11-2010 | Hypo Tirol Innsbrück - Panathinaikos Athènes | 3 - 1    | 25-17 | 30-32 | 25-17 | 25-17 | -     | 105-83       |
| 08-12-2010 | Knack Roeselare - Panathinaikos Athènes      | 3 - 2    | 25-17 | 25-16 | 21-25 | 20-25 | 15-9  | 106-92       |
| 09-12-2010 | Hypo Tirol Innsbrück - Dynamo Moscou         | 0 - 3    | 18-25 | 24-26 | 18-25 | -     | -     | 60-76        |
| 14-12-2010 | Dynamo Moscou - Hypo Tirol Innsbrück         | 3 - 1    | 25-21 | 25-20 | 23-25 | 25-15 | -     | 98-81        |
| 14-12-2010 | Panathinaikos Athènes - Knack Roeselare      | 3 - 0    | 25-23 | 25-16 | 25-23 | -     | -     | 75-62        |
| 04-01-2011 | Panathinaikos Athènes - Hypo Tirol Innsbrück | 0 - 3    | 23-25 | 25-27 | 30-32 | -     | -     | 78-84        |
| 05-01-2011 | Knack Roeselare - Dynamo Moscou              | 3 - 1    | 25-23 | 25-21 | 20-25 | 25-16 | -     | 95-85        |
| 12-01-2011 | Dynamo Moscou - Panathinaikos Athènes        | 3 - 0    | 25-22 | 25-23 | 25-23 | -     | -     | 75-68        |
| 12-01-2011 | Hypo Tirol Innsbrück - Knack Roeselare       | 0 - 3    | 26-28 | 20-25 | 21-25 | -     | -     | 67-78        |

### Playoffs

#### Playoffs à 12
| 2 février 2011 | Bre Banca Lannutti Cuneo | 3-0 (25-23 25-16 25-20) | Lokomotiv Belgorod |

| 9 février 2011 | Lokomotiv Belgorod | 1-3 (25-21 13-25 21-25 18-25) | Bre Banca Lannutti Cuneo |

| 3 février 2011 | Tours Volley-Ball | 3-2 (20-25 18-25 25-19 25-23 15-6) | Dynamo Moscou |

| 8 février 2011 | Dynamo Moscou | 3-1 (25-21 25-23 18-25 25-22) set en or: 15-11 | Tours Volley-Ball |

| 2 février 2011 | Knack Randstad Roeselare | 3-1 (26-24 23-25 25-23 25-21) | Skra Bełchatów |

| 9 février 2011 | Skra Bełchatów | 3-0 (25-21 25-17 25-15) set en or : 15-12 | Knack Randstad Roeselare |

| 2 février 2011 | ACH Volley Bled | 0-3 (21-25 18-25 16-25) | Zenit Kazan |

| 9 février 2011 | Zenit Kazan | 3-0 ( 25-17 25-22 25-18) | ACH Volley Bled |

| 2 février 2011 | Generali Unterhaching | 3-1 (25-22 25-20 20-25 25-19) | Jastrzębski Węgiel |

| 8 février 2011 | Jastrzębski Węgiel | 3-1 (25-21 25-22 22-25 25-19) set en or: 15-9 | Generali Unterhaching |

| 1er février 2011 | Budvanska Rivijera Budva | 1-3 (29-27 21-25 22-25 20-25) | Noliko Maaseik |

| 8 février 2011 | Noliko Maaseik | 3-1 (25-18 23-25 25-17 28-26) | Budvanska Rivijera Budva |

#### Playoffs à 6
| 2 mars 2011 | Bre Banca Lannutti Cuneo | 2-3 (25-21 22-25 22-25 22-25) | Dynamo Moscou |

| 8 mars 2011 | Dynamo Moscou | 1-3 (22-25 25-23 17-25 17-25) set en or : 15-11 | Bre Banca Lannutti Cuneo |

| 2 mars 2011 | Skra Bełchatów | 2-3 (25-17 27-29 25-21 17-25 8-15) | Zenit Kazan |

| 9 mars 2011 | Zenit Kazan | 1-3 (22-25 25-17 23-25 19-25) set en or : 15-11 | Skra Bełchatów |

| 3 mars 2011 | Jastrzębski Węgiel | 3-2 (17-25 25-19 19-25 25-23 15-7) | Noliko Maaseik |

| 8 mars 2011 | Noliko Maaseik | 3-0 (25-12 25-16 25-23) set en or : 15-17 | Jastrzębski Węgiel |

## Phase Finale
|  | Demi-finales                                  | Demi-finales                            |                        |   | Finale                                        | Finale                                        |
|  | Demi-finales                                  | Demi-finales                            |                        |   | Finale                                        | Finale                                        |
|  |                                               |                                         |                        |   |                                               |                                               |
|  | Bolzano, 26-03-2011 (24-26 20-25 21-25)       | Bolzano, 26-03-2011 (24-26 20-25 21-25) |                        |   | Bolzano, 27-03-2011 (25-17 20-25 25-23 25-20) | Bolzano, 27-03-2011 (25-17 20-25 25-23 25-20) |
|  | Bolzano, 26-03-2011 (24-26 20-25 21-25)       | Bolzano, 26-03-2011 (24-26 20-25 21-25) |                        |   | Bolzano, 27-03-2011 (25-17 20-25 25-23 25-20) | Bolzano, 27-03-2011 (25-17 20-25 25-23 25-20) |
|  | Dynamo Moscou                                 | 0                                       |                        |   | Bolzano, 27-03-2011 (25-17 20-25 25-23 25-20) | Bolzano, 27-03-2011 (25-17 20-25 25-23 25-20) |
|  | Dynamo Moscou                                 | 0                                       |                        |   | Bolzano, 27-03-2011 (25-17 20-25 25-23 25-20) | Bolzano, 27-03-2011 (25-17 20-25 25-23 25-20) |
|  | Zenit Kazan                                   | 3                                       |                        |   | Bolzano, 27-03-2011 (25-17 20-25 25-23 25-20) | Bolzano, 27-03-2011 (25-17 20-25 25-23 25-20) |
|  | Zenit Kazan                                   | 3                                       | Trentino Volley        | 3 |                                               |                                               |
|  | Bolzano, 26-03-2011 (25-16 27-25 25-22)       |                                         | Trentino Volley        | 3 |                                               |                                               |
|  |                                               | Zenit Kazan                             | 1                      |   |                                               |                                               |
|  | Trentino Volley                               | Zenit Kazan                             | 1                      | 3 |                                               |                                               |
|  | Trentino Volley                               |                                         |                        | 3 |                                               |                                               |
|  | Jastrzebski Wegiel                            | 0                                       |                        |   |                                               |                                               |
|  | Jastrzebski Wegiel                            | 0                                       | Match pour la 3e place |   |                                               |                                               |
|  |                                               |                                         |                        |   |                                               |                                               |
|  | Bolzano, 27-03-2011 (23-25 25-22 25-16 25-21) |                                         |                        |   |                                               |                                               |
|  |                                               |                                         |                        |   |                                               |                                               |
|  | Dynamo Moscou                                 | 3                                       |                        |   |                                               |                                               |
|  | Dynamo Moscou                                 | 3                                       |                        |   |                                               |                                               |
|  | Jastrzebski Wegiel                            | 1                                       |                        |   |                                               |                                               |
|  | Jastrzebski Wegiel                            | 1                                       |                        |   |                                               |                                               |

### Récompenses
- MVP :  Osmany Juantorena (Trentino Volley)
- Meilleur Réceptionneur :  Peter Veres (Dynamo Moscou)
- Meilleur Serveur :  Serguei Tetioukine (Zenit Kazan)
- Meilleur passeur :  Lloy Ball (Zenit Kazan)
- Meilleur Libero :  Andrea Bari (Trentino Volley)
- Meilleur central :  Aleksandr Abrossimov (Zenit Kazan)
- Meilleur attaquant :  Matej Kaziyski (Trentino Volley)
- Meilleur marqueur :  Maksim Mikhaïlov (Zenit Kazan)